# Эллипс безопасности
Эллипс безопасности — огибающая эллиптических траекторий снарядов, совершающих движение в центральном ньютоновском поле притяжения, выпущенных из определенной точки с заданной скоростью и расположенных в одной и той же плоскости, содержащих притягивающий центр. Семейство траекторий получается в результате варьирования угла между вектором скорости, расположенном в этой плоскости, и направлением из точки на притягивающий центр. Один из фокусов эллипса безопасности совпадает с притягивающим центром, другой — с начальной точкой.  
Согласно , стр.89-92, если {\displaystyle C} — притягивающий центр, {\displaystyle (r,\theta )} — связанные с ним полярные координаты, углу {\displaystyle \theta =0} которых отвечает направление на апоцентр, {\displaystyle (r_{0},\pi )} — полярные координаты начальной точки,  {\displaystyle v_{0}} — обезразмеренная начальная скорость, то эллипс безопасности определяется уравнением
{\displaystyle r={p \over {1-e\cos \theta }},\quad p={{4r_{0}v_{0}} \over {4-v_{0}^{2}}},\quad e={{2-v_{0}} \over {2+v_{0}}}.}
Геометрическая интерпретация эллипса безопасности предложена в , стр. 107-110.